# قصعين غربي
قصعين غربي (الاسم العلمي: Salvia occidentalis) هو نوع نباتي يتبع جنس القصعين من فصيلة الشفوية.